# Yddingeloppet
Yddingeloppet är ett av Skånes största terränglopp och går i Bokskogen utanför Malmö med utgångspunkt från Torups Motionsanläggning
Det är en tävling som Heleneholms IF arrangerar varje år sista söndagen i oktober.
Loppet hette tidigare Yddingen runt (fram till 99-00), och det anordnas 2012 för 46e gången.
Det ingår i Skånes Veterancup och utgör finalen i Skånes Grand Prix långlopp.